# Blaue Pferde auf rotem Gras
Blaue Pferde auf rotem Gras ist die 1980 geschaffene Aufzeichnung des Fernsehens der DDR einer Inszenierung von Christoph Schroth am Berliner Ensemble nach einem Drama von Michail Schatrow aus dem Jahr 1979.

## Handlung
Blaue Pferde auf rotem Gras – so nennt ein gelähmter Rotarmist sein Traumbild von der kommunistischen Zukunft. Er widmet es Wladimir Iljitsch Lenin.
Ein Tag im Leben Lenins, genauer: der 1. Oktober 1920. Doktor Obuch untersucht Lenins Krankheitssymptome – dreieinhalb Jahre später wird er sie ins Todesbulletin schreiben müssen. Sie geben Anlass, dem Revolutionsführer Mäßigung in seinem Arbeitseifer anzuraten, Spaziergänge und mehr Ruhe zu empfehlen. Lenin verspricht, sich danach zu richten und auch 90 Minuten spazieren zu gehen. Doch in wenigen Tagen wird der erste Komsomolkongress stattfinden, die jungen Delegierten bestehen hartnäckig auf Lenins Anwesenheit, wollen seine Antwort auf ihre Fragen. Auch ist eine Entscheidung um eine umstrittene – und lächerlich geringfügige – Summe zu treffen, auf die nahezu alle Volkskommissariate für ihren Bereich im jungen Sowjetstaat Anspruch erheben; ein Parteijournalist verweigert sich der Einsicht, die Revolution nicht mit Gewalt exportieren zu dürfen. Kirow empfiehlt Lenin dringlich, einen Bauern anzuhören, den Abgesandten seines Dorfes. Dieser zieht sich erst einmal die Schuhe aus, als er das Büro betritt und setzt sich auf den Fußboden. Lenin setzt sich zu ihm und hört sich die Probleme an. Die mitgebrachten Lebensmittel verteilt er an ein Kinderheim und ein Krankenhaus. Clara Zetkin stellt aus Kenntnis und Überlegung resultierende Fragen, die eine Entscheidung verlangen. Die Saposhnikowa, eine Funktionärin, wird der Prinzipienreiterei beschuldigt. Lenin stellt fest, dass sie ständig seine Zitate wiederholt, und noch nicht begriffen hat, dass diese nur als Aufruf zu revolutionärer Lebenshaltung dienen sollten und nicht als Verwaltungsanleitung. Er macht ihr klar, dass sie für den Posten nicht geeignet ist.
Zwischen den Szenen mit Lenin verwandelt sich das Haus des Theaters immer wieder in den lärmerfüllten Versammlungssaal von Komsomolgruppen, knattern von Bühne, Parkett und Rängen die hitzigen Dispute über Radikalismus, freie Liebe, Proletkult. Es flattern Transparente mit ungestümen Losungen und schwirren Flugblätter herab. Dann wieder stürmen junge Arbeiterinnen und Arbeiter mit ihrem Agitprop-Karren Nr. 1 auf die Bühne, veranstalten ein mächtiges Spektakel, fordern die Zerstörung der klassischen Kultur, angefeuert von einem Eiferer, dem spätestens bei Puschkin die Luft ausgeht. Da gibt es die frechen, mit Songs, Sprechchor und Pantomime unterstützten Debatten über die freie Liebe, wo die jungen Leute Gefühl und Verantwortung zwischen zwei Menschen leichtfertig als kleinbürgerlich verschreien. Es ist vergnüglich mitzuerleben, wie all der Wirrwarr, der Lenin zu Ohren kommt, ihn veranlasst, eine Rede über die Notwendigkeit von Bildung, Kultur und Moral beim Aufbau der neuen Gesellschaft zu konzipieren.
Das Wandbild Blaue Pferde auf rotem Gras bleibt unvollendet. Der Maler stirbt. Die Nachfolgenden werden es weitermalen. Ein Symbol der Schönheit und des Glücks soll dieses Bild an der Brandmauer der Bühne sein. Am Schluss leuchtet das Bild noch einmal auf. Lenin, erschöpft vom Kampf gegen bürokratische Hemmnisse und Hindernisse, fast verzweifelt, läuft auf das Bild zu und kehrt mit neugewonnener Kraft von ihm zurück.

## Produktion
Über zwanzig Studenten des 1. Studienjahres der Staatlichen Schauspielschule Berlin erhielten die Möglichkeit an dem Stück mitzuwirken. Dazu gehörten: Andrea Aust, Kirsten Block, Sven Geske, Franziska Hayner, Nicole Kühl, Kristiane Kupfer, Gesine Laatz, Sabine Sommerfeld, Peter W. Bachmann, Matthias Brenner, Jens-Uwe Bogadtke, Justus Carrière, Thomas Harms, Michael Kind, Ralf Kober, Joachim Lätsch, Raimund Matzke, Joachim Nimtz, Thomas Rühmann, Manuel Soubeyrand, Olaf Späte, Marian Wolf. Die Studenten spielten zwei Studienjahre und wurden dann ersetzt.
Die öffentliche Aufzeichnung der Aufführung im Berliner Ensemble erfolgte bereits vor der Premiere, am 24. und 25. September 1980. Die Premiere fand zu den XXVII. Berliner Festtagen am 3. Oktober 1980 statt. Am gleichen Tag erfolgte die Ausstrahlung im 2. Programm des Fernsehens der DDR. Das Bühnenbild schuf Matthias Stein und die Kostüme entwarf Ursula Wolf. Die Liedtexte stammten von Kurt Bartsch.
Am 27. März 1990 fand die 250. und gleichzeitig letzte Vorstellung im Berliner Ensemble statt. Zu dieser Vorstellung waren alle vier Studentengenerationen eingeladen, die in den fast zehn Jahren mitwirkten.

## Kritik
Helmut Ulrich schrieb in der Neuen Zeit: „Diese Aufführung hat Kraft in ihrem eigenwilligen Zugriff auf Schatrows Stück. Immer wieder vermag sie, zustimmendes Lachen unter den Zuschauern zu provozieren. Kein Lenin-Requiem, bei dem einem feierlich und erhaben zumute wird.“
Liane Pfelling stellte in der Berliner Zeitung fest: „Der Regisseur hat Kraft seiner Parteilichkeit und seiner enormen szenischen Phantasie auch Michail Schatrows Blauen Pferden auf rotem Gras – einer Szenenfolge betont publizistischen, agitatorischen Zuschnitts über Lenin und darüber, uns seiner Gedanken klug und schöpferisch zu bemächtigen – ein Maximum an inhaltlicher und theatralischer Wirkung herausgeholt. Kontrastreich verzahnt er die verschiedenen Episoden und Situationen, die im Laufe eines Tages Lenins Denken und Tun herausfordern, Antworten und Entscheidungen verlangen, zu einem Theaterabend von immenser Dynamik und großer ästhetischer Geschlossenheit. Schroth bedient sich der verschiedensten Gestaltungsmittel, vom Agitprop bis zum psychologischen Figurenaufriss souverän und sicher, setzt sie ein, um Vergangenes nach seiner Bedeutung für heute zu befragen, und Irrtümer von damals als überwunden zu belächeln.“